# بوسوما
بوسوما شهری در شهرستان سابسه در استان بام در بورکینافاسوی شمالی است و جمعیت آن ۱۲۰۸ نفر است.